# Ilo (provincie)
Ilo is een provincie in de regio Moquegua in Peru. De provincie heeft een oppervlakte van  1.381 km² en telt 70.694 inwoners (2015). De hoofdplaats van de provincie is het district Ilo; dit district vormt  eveneens de stad (ciudad) Ilo.

## Bestuurlijke indeling
De provincie Ilo is verdeeld in drie districten, UBIGEO tussen haakjes:
- (180302) El Algarrobal
- (180301) Ilo, hoofdplaats van de provincie en vormt de stad (ciudad) Ilo
- (180303) Pacocha

General Sánchez Cerro · Ilo · Mariscal Nieto